# Conodon nobilis
É um peixe marinho considerado muito comum em todo litoral brasileiro. Recebe o nome de “roncador” por conta do barulho alto que produz quando esfrega os dentes, sendo este som amplificado pela sua bexiga natatória. A sua alimentação é principalmente de crustáceos e pequenos peixes.

## Etimologia
‘Conodon’ provém do latim conicus = cone, e do grego odous = dente.

## Descrição
Apresentam um corpo alongado e robusto que atinge pelo menos 32,0 cm de comprimento total. Possuem coloração marrom na parte dorsal, prateada nos lados e amarela na parte ventral e nas barbatanas. E ainda detêm listras amarelas na parte superior do corpo com oito barras verticais escuras mais longas.

## Distribuição
A espécie tem uma ampla distribuição, sendo encontrada nos Estados Unidos, mais especificamente no Texas e leste da Flórida, na Jamaica, no litoral do  Brasil e da Argentina. Também pode ser vista no oeste do Golfo do México, em Porto Rico, nas Pequenas Antilhas e na costa da América Central.

## Habitat
São encontrados ao longo dos substratos arenosos das costas, em fundo lamacento raso e  sobre as pedras. Muitos também habitam  recifes de coral e costões rochosos. Ocorrem geralmente em profundidades com menos de 25m, mas também podem ser encontrados em até 100m.